# آل ثانی

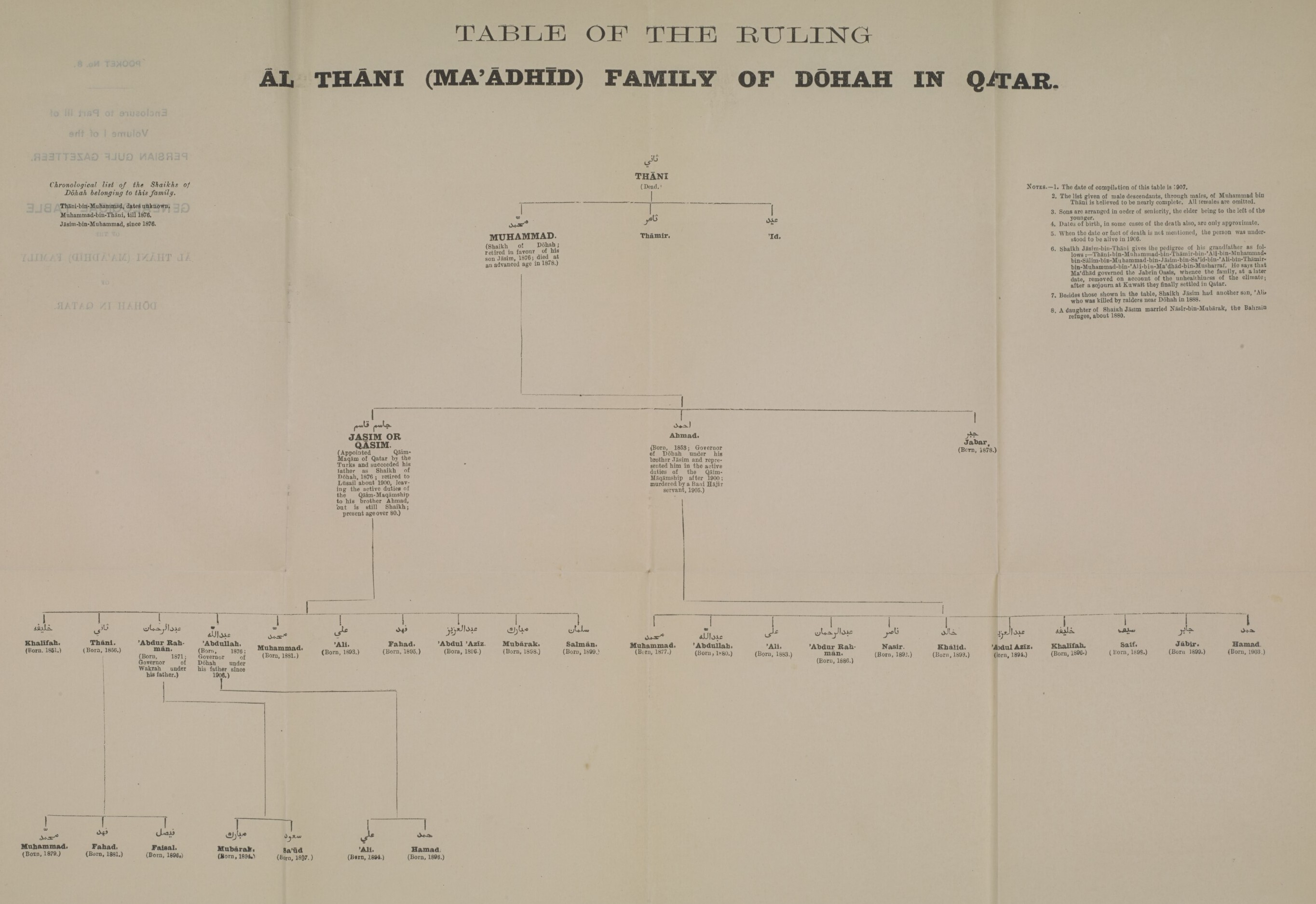
نمودار درختی خانواده آل ثانی

آل ثانی (به عربی: آل ثاني) خانواده سلطنتی است، که از سال ۱۸۵۰ با به‌قدرت رسیدن محمد بن ثانی آل ثانی تا به امروز، بر کشور قطر حکمرانی می‌کنند. تاکنون ۹ نفر از این خاندان به‌عنوان امیر قطر منصوب شده‌اند. در ۲۵ ژوئن ۲۰۱۳ حمد بن خلیفه آل ثانی در سن ۶۱ سالگی، به‌صورت داوطلبانه از تمامی مناصب خود، کناره‌گیری نمود و قدرت را به فرزندش واگذار کرد، که در پی آن، تمیم بن حمد بن خلیفه آل ثانی به‌عنوان نهمین امیر قطر، منصوب شد.

## حاکمان آل ثانی
| سال‌های حکومت | نام حاکم قطر                 |
| ------------ | ---------------------------- |
| ۱۸۵۰–۱۸۷۸    | محمد بن ثانی آل ثانی         |
| ۱۸۷۸–۱۹۱۳    | جاسم بن محمد آل ثانی         |
| ۱۹۱۴–۱۹۴۵    | عبد الله بن قاسم آل ثانی     |
| ۱۹۴۵–۱۹۴۶    | حمد بن عبدالله آل ثانی       |
| ۱۹۴۹–۱۹۶۰    | علی بن عبدالله آل ثانی       |
| ۱۹۶۰–۱۹۷۲    | احمد بن علی آل ثانی          |
| ۱۹۷۲–۱۹۹۵    | خلیفه بن حمد آل ثانی         |
| ۱۹۹۵-۲۰۱۳    | حمد بن خلیفه آل ثانی         |
| ۲۰۱۳-اکنون   | تمیم بن حمد بن خلیفه آل ثانی |